# 모스크바 음악원
모스크바 국립 차이콥스키 음악원(러시아어: Московская государственная консерватория имени П. И. Чайковского 모스콥스카야 고수다르스트벤나야 콘세르바토리야 이메니 페 이 차이콥스코고[*])은 러시아 모스크바에 위치한 국립 음악원이다. 표트르 일리치 차이콥스키가 개교이래 1878년까지 화성학과 음악이론 교수로 있었고, 그 명성에 따라 1940년 이후 차이콥스키의 이름이 공식 명칭에 추가되었다.
상트페테르부르크 음악원과 함께 러시아를 대표하는 음악원으로 라흐마니노프, 스크랴빈, 니콜라이 메트네르등 세계적인 작곡가들과, 블라디미르 아슈케나지, 미하일 플레트뇨프, 니콜라이 루간스키, 이보 포고렐리치등과 같은 최정상 연주자들이 이 음악원 출신이다.

## 대표적인 졸업생
- 세르게이 라흐마니노프
- 알렉산드르 스크랴빈
- 니콜라이 메트네르
- 블라디미르 아슈케나지
- 니콜라이 루간스키
- 미하일 플레트뇨프
- 이보 포고렐리치
- 스타니슬라프 부닌
- 스뱌토슬라프 리흐테르
- 므스티슬라프 로스트로포비치
- 보리스 베레좁스키
- 예브게니 코롤료프
- 드미트리 쉬스킨
- 기돈 크레머
- 데니스 마추예프
- 아람 하차투리안
- 예브게니 스베틀라노프
- 키릴 콘드라신
- 레오니드 코간
- 레프 오보린
- 유리 바슈메트
- 타티야나 니콜라예바
- 알프레드 슈니트케
- 엘리소 비르살라제
- 당타이선